# Bordejé
Bordejé es una entidad local menor y localidad española del municipio de Coscurita, perteneciente a la provincia de Soria, en la comunidad autónoma de Castilla y León.

## Geografía
La localidad está ubicada en el partido judicial de Almazán.

## Historia
A la caída del Antiguo Régimen la localidad se constituyó en municipio constitucional en la región de Castilla la Vieja que en el censo de 1842 contaba con 19 hogares y 78 vecinos. A mediados del siglo XIX, la aldea tenía contabilizadas 20 casas. Aparece descrita en el cuarto volumen del Diccionario geográfico-estadístico-histórico de España y sus posesiones de Ultramar de Pascual Madoz de la siguiente manera:

BORDEGÉ: ald. con ayunt. compuesto de vec. de las de Borchicayada, Coscurita, Neguillas y Villalbon, en la prov. de Soria (7 leg.), part. jud. de Almazan (1), aud. terr. y c. g. de Burgos (29), dióc. de Sigüenza (7): sit. al pie de una pequeña colina á la márg. izq. del r. Moron, la combaten los vientos N. y S. y sus enfermedades mas comunes son fiebres intermitentes y gástricas: tiene 20 casas escuela de instruccion primaria, concurrida por unos 14 alumnos de ambos sexos, á cargo de un maestro que á la vez es sacristan, y una igl. parr. (San Juan Bautista), aneja de la de Coscurita: confina el térm. N. Almazan; E. La Miñosa; S. Frechilla y O. Coscurita y Villalba; dentro de él hay un pozo de buen agua, y varios manantiales que sirven para el surtido del vecindario; el terreno es en su mayor parte de primera y segunda calidad y comprende una hermosa dehesa boyal y un trozo de prado de dalla; le fertiliza el indicado r. Moron cuyas aguas se aprovechan principalmente para el riego de la deh. y algunos huertos: caminos los de herradura de Medina y Castilla para Soria y Aragon, y los locales, todos en pésimo estado: el correo se recibe en la adm. de Almazan á donde tienen que irlo á recoger los interesados. prod.: trigo, cebada, centeno, avena, alguna hortaliza y legumbres de buena calidad; cria ganado lanar, vacuno, caballar y de cerda: ind. la agrícola y un molino harinero que impulsa el mencionado r.: pobl.: 19 vec. 78 alm. cap. imp.: 17,384 rs. 30 mrs. presupuesto municipal 200 rs. que se cubren con los prod. de propios.
(Madoz, 1846, p. 241)

Entre el censo de 1857 y el anterior quedó integrada en Coscurita.

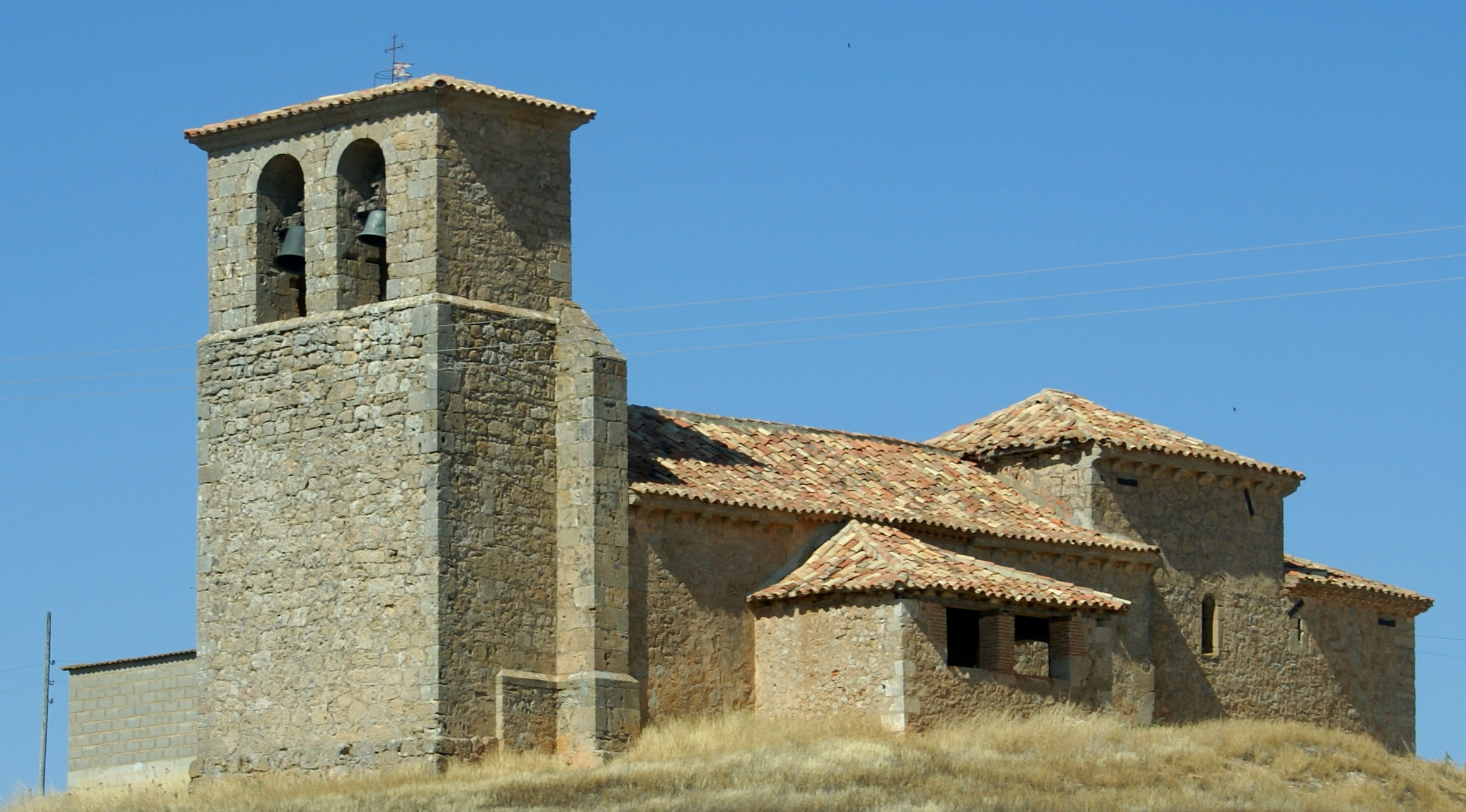
Iglesia de San Martín

## Demografía
En el año 1981 contaba con 41 habitantes, concentrados en el núcleo principal, pasando a 19 en 2009.